# Eddy Maillet
Eddy Maillet (ur. 19 października 1967 roku) – seszelski sędzia piłkarski.
Sędzia międzynarodowy FIFA od 2001. Przewodniczący Komitetu Sędziowskiego Federacji Piłkarskiej swojego kraju. Na stałe mieszka w stolicy kraju, Victorii. Na Mistrzostwach Świata w RPA poprowadził dwa mecze fazy grupowej.

## Turnieje międzynarodowe
- Puchar Konfederacji (2009)
- Puchar Narodów Afryki (2004, 2006, 2008, 2010, 2012)
- Puchar Azji (2007)
- Mistrzostwa Świata U-17 (2007)
- Mistrzostwa Świata U-20 (2009)
- Mistrzostwa Świata (2010)